# Russell Lynes
Joseph Russell Lynes Junior (1910 - 1991) foi um escritor e historiador estadunidense.